# Isosaari (ö i Finland, Norra Karelen, Pielisen Karjala, lat 63,68, long 30,02)
Isosaari är en ö i Finland. Den ligger i sjön Saari-Valama och i kommunen Lieksa i den ekonomiska regionen  Pielinen-Karelen  och landskapet Norra Karelen, i den östra delen av landet, 500 km nordost om huvudstaden Helsingfors. Öns area är 22 hektar och dess största längd är 1,2 kilometer i sydöst-nordvästlig riktning.